# Red 92 (emisora radial)
La Red 92 es una cadena de radio de argentina, en La Plata, Provincia de Buenos Aires. Es integrada por el periódico Diario Hoy (La Plata).

## Concepto
La programación de la RED 92 fue diseñada para satisfacer las necesidades de las tres generaciones que forman el grupo familiar tipo. 
La misma está basada en un formato complejo que logra una comunicación formativa, informativa y recreativa para cumplir la meta de integrar a la familia en coincidencia de elección. 
Muchas fueron las características combinadas para conformar los distintos segmentos del formato, que a su vez fueron tomadas de las principales emisoras del mundo y adaptadas para satisfacer las demandas de nuestra sociedad. 
La RED 92 acompaña durante las 24 horas en vivo, con un muestreo continuo de la actualidad informativa, musical y de contenidos en general.

## Programación

### Primera mañana
Está conformada por un amplio servicio de comunicación interactiva e información al instante durante las 24 horas. 
De lunes a viernes, desde las 6.30 h. y hasta las 9.00 h., se emite “DESAYUNO MÚSICA Y NOTICIAS”. Un comprimido y dinámico formato de noticias de cobertura local, provincial, nacional e internacional. 
Consiste en un repaso minucioso de los temas de la agenda periodística y el anticipo de la jornada venidera. 
Profesionales de la comunicación social y la locución conforman un poderoso aparato informativo, que es tomado como referencia por otros medios y la masa poblacional de La Plata y localidades aledañas desde hace 20 años. 
Toda la información periodística está matizada con pausas musicales sin demasiadas estridencias. Este espacio cuenta con dos tandas de “títulos” conformados por una selección de los principales temas del orden nacional, provincial, local/regional e internacional más los destacados del ámbito deportivo. 
El espectro noticioso del programa abarca temáticas policiales, gremiales, servicios a la comunidad, universitarios, políticos y económicos. A las 7:00, 8:00 y 9:00 h. se emite un espacio titulado “SÍNTESIS”, el cual cumple la función de “mini-panorama”. Una vez por hora se actualiza el estado del tránsito y los servicios para la capital bonaerense y la ciudad de Buenos Aires. 
Los móviles periodísticos comienzan su labor en este espacio y continúan recorriendo la región durante todo el día.

### Mañana
A las 9 de la mañana comienza un nuevo segmento y la programación adopta un estilo musical. En este espacio, se abre el espectro del entretenimiento que contiene concursos donde el oyente participa a través de teléfono, sms, redes sociales, correo electrónico. 
También se suman los “móviles-color” encargados de recorrer la ciudad para acercarle el micrófono a la gente. 
Cada 30 minutos, hay flashes informativos, donde se vuelca toda la producción nacional, provincial y local de último momento, con fragmentos de audio de los protagonistas.

### Mediodía
De lunes a viernes a las 12:00 h. se pone al aire “EL RESUMEN DE LA MAÑANA” con la síntesis de la información más destacada obtenida por nuestro servicio informativo. 
Su duración aproximada es de siete minutos y se entrelaza la redacción de noticias y los testimonios obtenidos por nuestros móviles desde los lugares donde se estén produciendo los hechos. 
Este es el compendio de noticias más completo de la radio y se establece como un producto informativo de excelencia por el riguroso trabajo periodístico de un equipo de 15 profesionales asignados a distintas temáticas.

### Tarde
Desde las 13 h., la radio toma una ligera tónica de “revista radial” sin perder su preponderancia noticiosa, ya que continúa con los flashes informativos cada una hora y dos tandas de títulos similares a los de la primera mañana, a las 15:00 h. y 17:00 h. 
Los oyentes podrán disfrutar durante la tarde de la RED 92 de actividades de esparcimiento, noticias, actualidad, música de selección, concursos y móviles que recorren la ciudad de La Plata.

### Atardecer
A la hora 19:00 la radio vuelve a presentar la noticia desde el punto de vista global y detallado, con la actualización de lo ocurrido en el día. Esta información es presentada mediante un completo panorama denominado “EL RESUMEN DE LA TARDE”, cuyo formato es similar al panorama informativo del mediodía. 
A partir de las 19:10 h., la programación está dedicada fundamentalmente al oyente que regresa de sus tareas, por lo tanto es un servicio de esparcimiento, resúmenes de lo acontecido en el día sin la celeridad que otros horarios exigen, manteniendo el formato musical que caracteriza a la radio.

### Noche y Trasnoche
A las 00:00 h. y a las 3:00 h. se presenta un nuevo resumen de noticias, bajo el formato de títulos, destinado a mantener informado al oyente nocturno. 
Se considera al segmento que comienza a las 00:00 h., y termina a las 6:30 h. como uno de los más especiales ya que está conformado por una franja de oyentes con distintas costumbres y actividades. 
Estas horas son atravesadas por música de todos los tiempos, interacción de los locutores con la audiencia e información al instante como todo el día.

### Madrugada
La RED 92 es el único medio de la región con profesionales en vivo durante las 24 h. 
A las 6:00 de la mañana comienza un bloque de 30 minutos dedicado especialmente a las viejas canciones que fueron éxito mundial en las últimas cinco décadas. “POR SIEMPRE CLASICOS”, es el título de este segmento cuya misión principal es la de unir a la gente que está terminando sus tareas, con la mayoría de los que están comenzando su día laboral.

### Fin de semana
Durante los sábados y domingos, la radio no pierde el formato antes mencionado, aunque la noticia toma una tónica más sintética a excepción de las que tengan que ver con el ámbito deportivo (Cobertura de los principales eventos). 
Aquí la programación tiene un alto nivel recreativo. 
“EL RANKING DE LA SEMANA” (Domingos de 17.00 a 20.00 h.) es el compendio de las canciones favoritas que la gente a votado durante toda la semana anterior. 
Esta grilla refleja la tendencia musical de la audiencia, acompañado por la información que prepara el equipo de producción sobre cada canción. 
Son los cuarenta artistas más votados por las diversas vías de comunicación. 
En toda la programación estará prevista la salida de móviles e informes de último momento que sean de interés para nuestra zona (defensa civil, emergencias, catástrofes, tránsito, hechos policiales y de impacto), con enviados y corresponsales desde los lugares donde ocurran los hechos.

## Cobertura

### Buenos Aires
- La Plata: 92.1
- Dolores: 91.5
- Villa Gesell: 101.3
- Mar del Plata: 96.9
- Necochea 96.7
- Pinamar: 96.9
- San Bernardo: 96.5
- Azul: 91.9
- Chascomús: 96.9
- Olavarría: 91.9
- Lincoln: 91.5
- Trenque Lauquen: 92.7
- Salto: 101.1
- Miramar: 91.9
- Bolsón: 91.7

## Venta de repetidoras
Desde mediados de 2018 las emisoras que integran la Red 92 están a la venta. La decisión fue tomada por la propia “Nené”, madre de Marcelo Balcedo, dueño del medio de comunicación, con el aval de dos pesos pesados del grupo mediático.